# Armenier in Iran

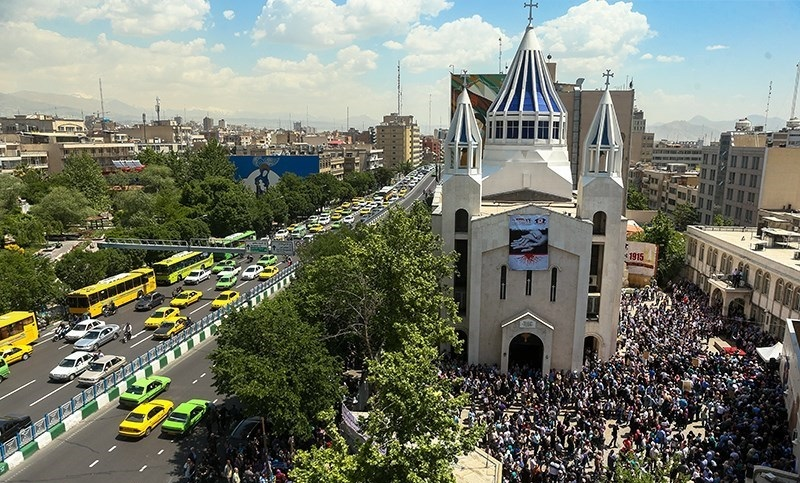
Sankt-Sarkis-Kathedrale in Teheran, 2016: Gedenken an den Völkermord an den Armeniern

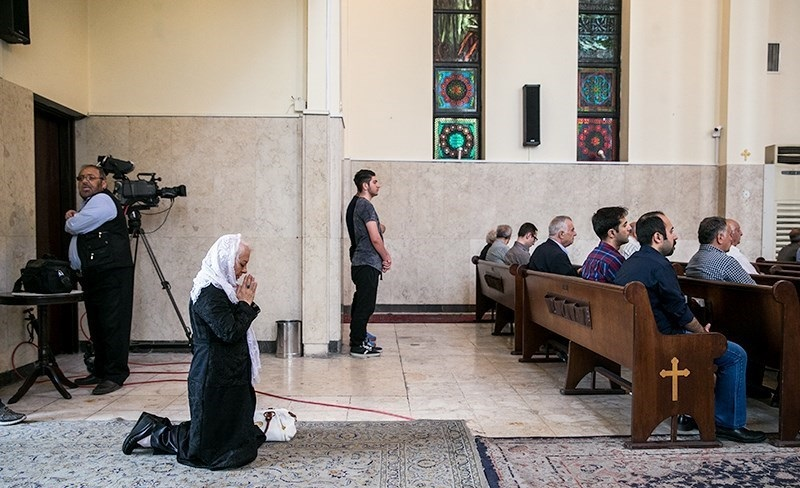
Gottesdienst in Sankt Sarkis, Teheran 2017

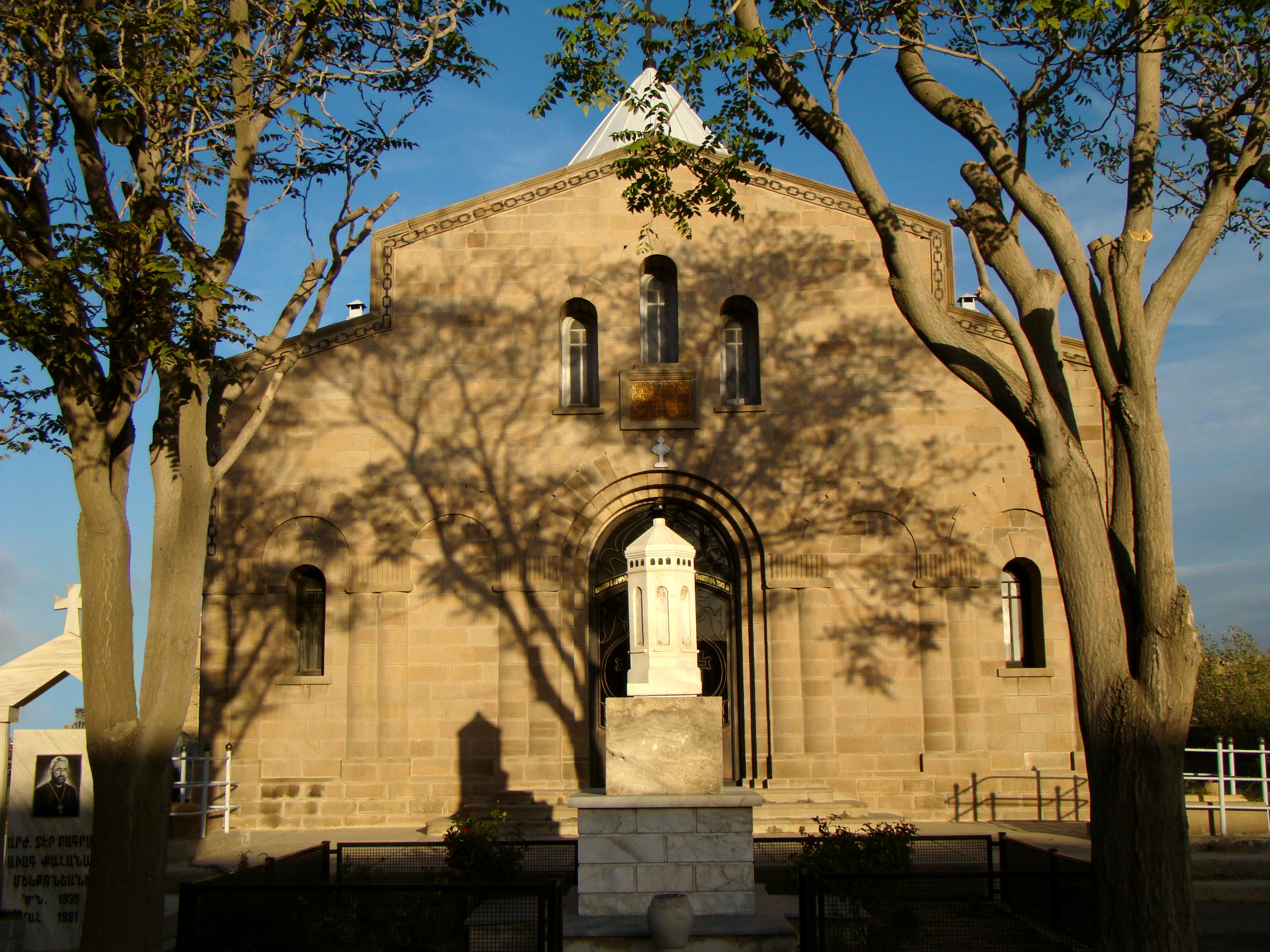
Schoghakat-Kirche Täbris, 2008

Die Armenier in Iran (armenisch Իրանահայեր Iranahajer oder Պարսկահայեր Parskahajer, persisch ارمنی‌های ایران Armeniha-ye Iran) sind meist Staatsbürger der Islamischen Republik Iran mit armenischer Herkunft und Zugehörigkeit zu einer christlichen Kirche. Sie sind in der Regel zweisprachig mit Armenisch und Persisch und gehören zum überwiegenden Teil der armenisch-apostolischen Kirche an. Kleinere Gruppen gehören zur Armenisch-katholischen Kirche oder Armenischen Evangelischen Kirche. Die Mehrheit der iranischen Armenier lebt in der Hauptstadt Teheran; weitere große Gemeinden gibt es im Isfahaner Stadtviertel Neu-Dscholfa und in Täbris. Die Armenier bilden mit ca. 150.000 Menschen die größte christliche Minderheit in Iran und die größte Gruppe der armenischen Diaspora in einem islamischen Land, doch wandern wie aus anderen islamischen Ländern viele in den Westen aus. Als traditionelle christliche Minderheit haben sie laut Verfassung der Islamischen Republik das Recht auf Ausübung ihrer Religion und besitzen eine Reihe von historischen Kirchen. Von den etwa 600 christlichen Kirchengebäuden in Iran sind etwa 480 armenisch, wovon im Jahre 2016 nur etwa 80 von aktiven armenischen Kirchengemeinden genutzt wurden.

## Anzahl
Der armenisch-apostolische Erzbischof von Teheran Sepuh Sargsjan (Sebouh Sarkissian) gab 2007 als aktuelle Anzahl der Armenier in Iran unter Berufung auf die Nachrichtenagentur IRNA 100.000 Personen an, während es in früheren Zeiten „mehrere hunderttausend“ Armenier in den Grenzen des heutigen Irans gegeben habe. In einem Interview mit der iranisch-armenischen Tageszeitung Alik nennt Sargsjan im November 2016 eine „offizielle“ Zahl von 80.000. Bei BBC wurden Schätzungen zitiert, nach denen die Anzahl der Armenier von 300.000 vor der islamischen Revolution 1979 auf weniger als die Hälfte im Jahre 2000 gesunken sei. Nach offiziellen Volkszählungen machten alle Christen in Iran zusammen selbst 1976, als die größte Anzahl ermittelt wurde, nur 168.593 Menschen aus, während die Zahl 2006 auf 109.415 gefallen war und bis 2011 wieder – etwa proportional zur Gesamtbevölkerung – auf 117.704 gestiegen war. Die Armenier machen unter diesen anerkannten Christen den Hauptteil aus. Der Madschles-Abgeordnete Karen Khanlari schätzte im Januar 2015 die Zahl der Armenier in der Islamischen Republik Iran allerdings auf lediglich 60.000 bis 70.000.
Erzbischof Sargsjan bezifferte im November 2016 die Zahl der armenischen Kirchen in Neu-Dscholfa (Isfahan) auf 14, in Teheran 11, in Täbris 4, in der Landschaft Peria (Fereydan) bei Isfahan 10 sowie jeweils eine in Arak, Rascht, Anzali, Maschhad, Gharak, Hamadan, Urmia und Ghazni. Viele der etwa 300 armenischen Kirchen seien verfallen, doch würden manche vom Staat den Status als nationale Denkmäler erhalten.

## Geschichte

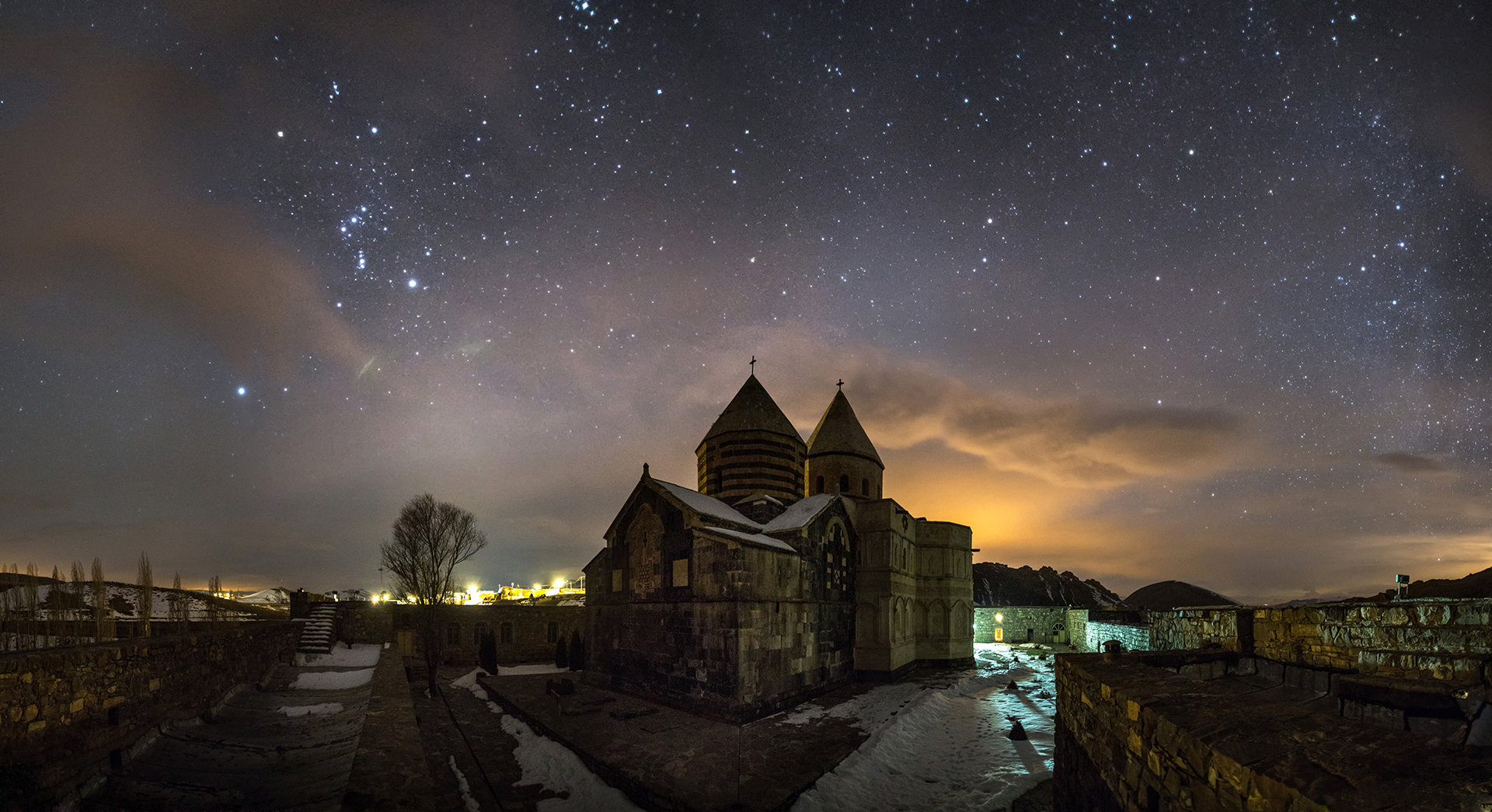
Kloster Sankt Thaddäus im Norden Irans

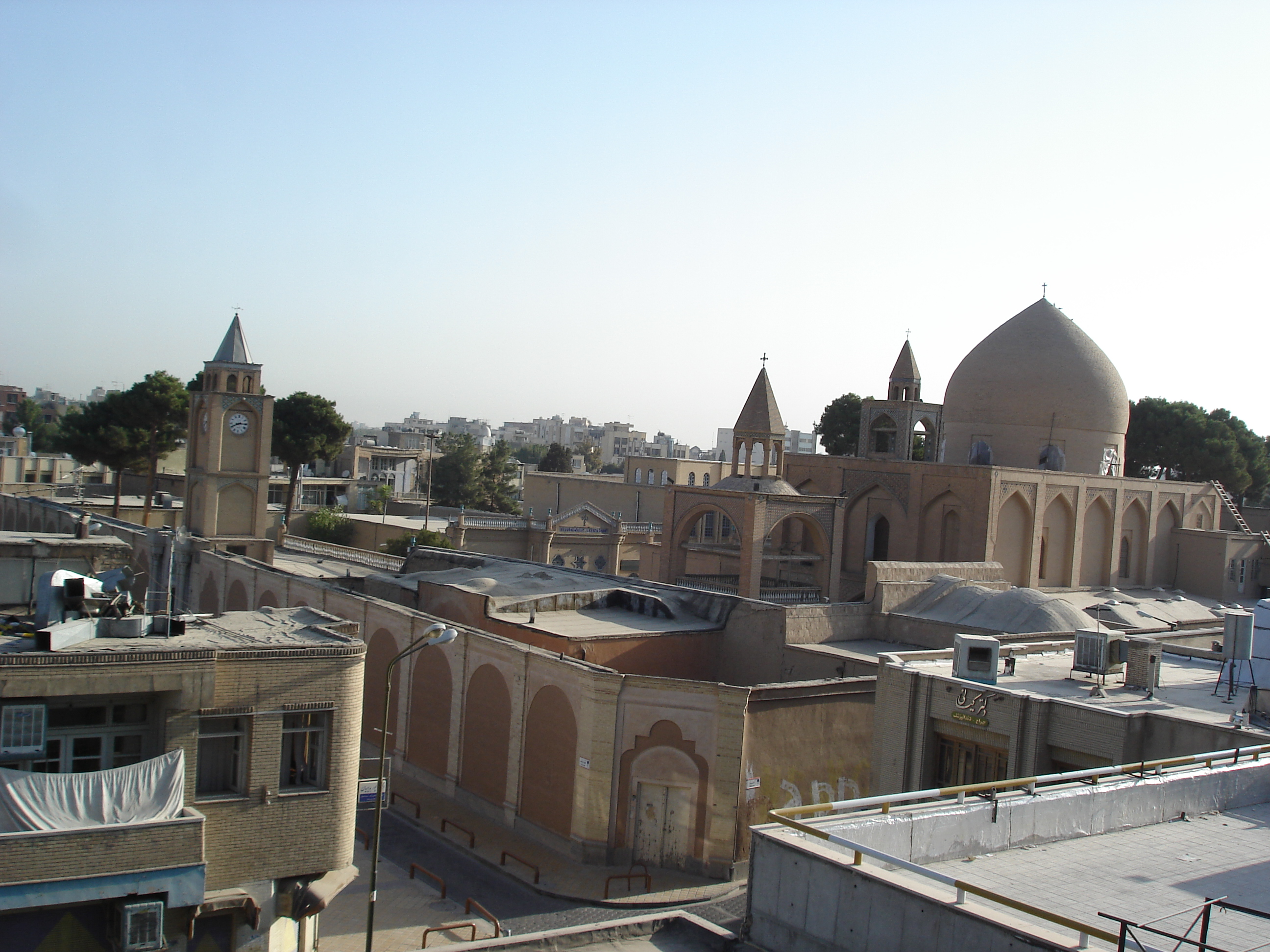
Blick über Neu-Dscholfa, das armenische Stadtviertel von Isfahan. Rechts die armenische Heilige-Erlöser-Kathedrale (Vank).

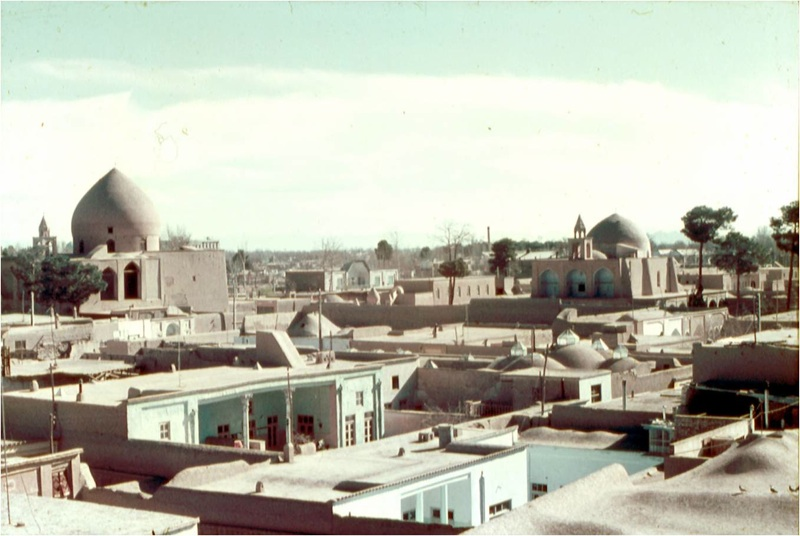
Neu-Dscholfa, Isfahan: Bethlehem-Kirche (geweiht 1628, links); Kirche der Heiligen Muttergottes (geweiht 1613, rechts). Aufnahme von 1972, Vazken Ghougassian.

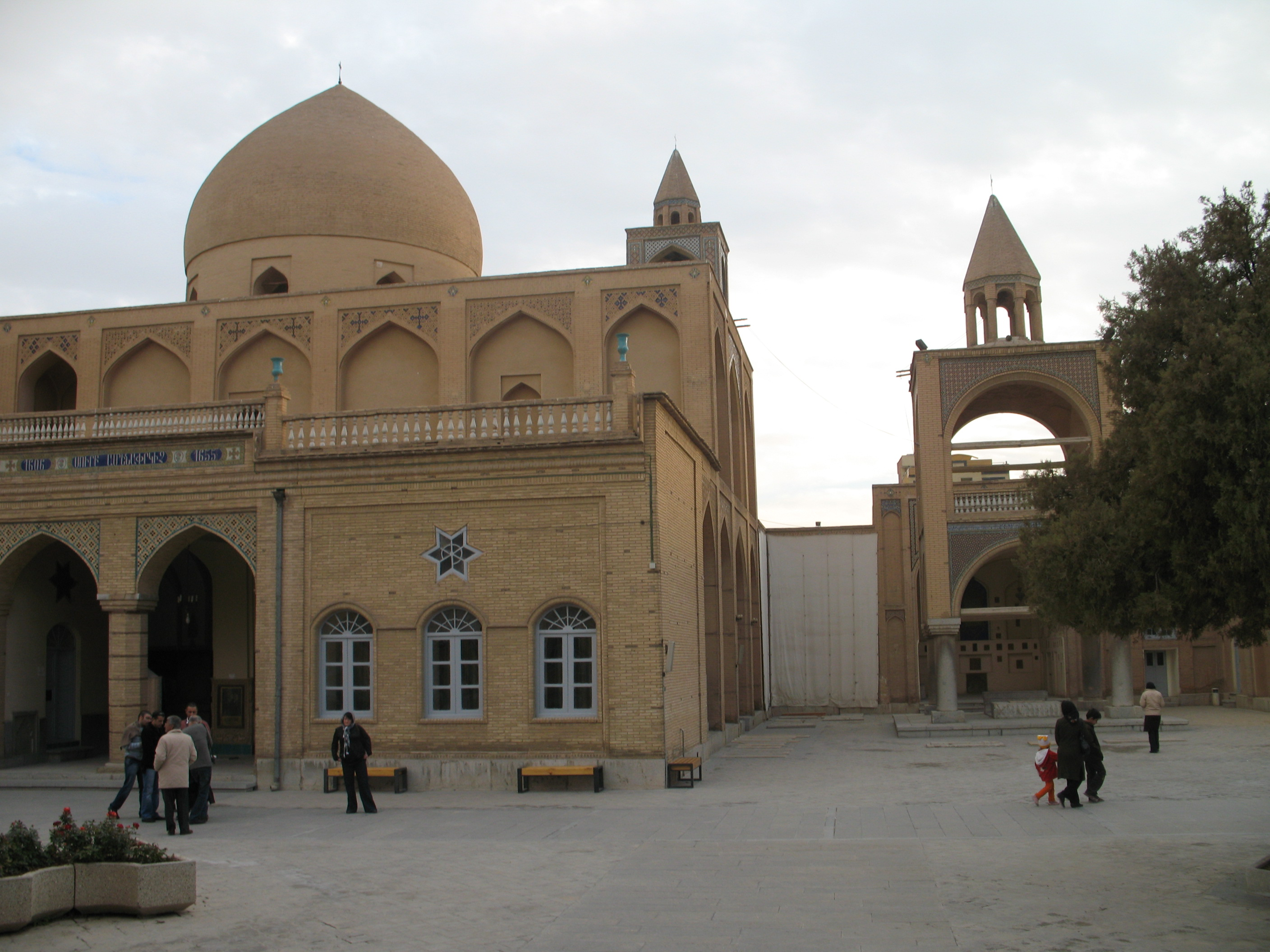
Erlöser-Kathedrale (Wank) in Isfahan

Die armenische Geschichte ist immer wieder über lange Zeiträume mit der persischen Geschichte verknüpft, da Gebiete des historischen Armeniens wiederholt zu Vorgängerstaaten des heutigen Irans gehörten. Die ältesten Spuren armenischer Geschichte im heutigen Iran finden sich in jenen Gebieten im Nordwesten Irans, die in der Antike zu Armenien gerechnet wurden, nämlich das Kloster Sankt Stephanos bei Dscholfa aus dem 9. Jahrhundert, wo nach der Überlieferung bereits 62 n. Chr. der Apostel Bartholomäus in der Zeit des Partherreichs einen Vorgängerbau gegründet haben soll, sowie das Kloster Sankt Thaddäus mit Gebäudeteilen aus dem 10. Jahrhundert bei Tschaldoran im iranischen West-Aserbaidschan, dem traditionell die Gründung durch Judas Thaddäus im Jahre 66 n. Chr. zugeschrieben wird.
Zu den iranischen Städten mit sehr alten armenischen Gemeinden gehört die einstige an der Seidenstraße gelegene Handelsmetropole Täbris. Die hier befindliche armenische Marienkirche wurde im 12. Jahrhundert errichtet und von Marco Polo in seinem Reisebericht auf dem Weg nach China um 1275 erwähnt, beim verheerenden Erdbeben 1780 aber vollständig zerstört, weshalb der heutige dortige Kirchenbau aus dem Jahre 1785 stammt.
Das erstmals im 5. Jahrhundert erwähnte alte Dscholfa war im Mittelalter ein bedeutendes Handelszentrum, in dem sowohl Muslime als auch armenische Christen lebten. Mit den Kriegen zwischen dem Osmanischen Reich und Persien unter den Safawiden im 16. Jahrhundert verfiel die Stadt. 1604 ließ Schah Abbas I. die Stadt, die er gegen die Türken nicht verteidigen konnte, niederbrennen und die über 20.000 Einwohner in die persische Metropole Isfahan deportieren, wo die Armenier ein neues Stadtviertel mit 24 Kirchen errichteten, das sie Nor Dschugha (Neu-Dscholfa) nannten und das bis heute das Wohnviertel der Isfahaner Armenier ist. Die dortige Kathedrale zum Heiligen Erlöser (Surp Amenaprgitsch Wank) wurde ab 1655 errichtet und 1664 fertiggestellt, als bereits die Kadscharen herrschten. In der Umgebung Isfahans entstanden auch einige armenische Dörfer. Die armenische Gemeinde war im Handel und Handwerk aktiv und erlangte so Bedeutung für die kulturelle und wirtschaftliche Entwicklung Irans. Der französische Reisende Jean Chardin besuchte 1673 die Stadt und berichtete, dass der Kaufmann Agha Piri, Haupt der Isfahaner armenischen Gemeinde, ein Vermögen von mehr als 2 Millionen Livres Tournois besaß (entsprechend 1500 kg Gold), während die damals reichsten Kaufleute Frankreichs, Beauvais und Amiens, bei ihrem Tod ein Vermögen von 60.000 bzw. 163.000 Livres Tournois hinterließen, was auch schon als astronomische Summe galt. Im alten armenischen Siedlungsgebiet um Dscholfa am Araxes lebten seitdem keine Armenier mehr. Bis heute steht allerdings noch die alte Muttergotteskirche von Daraschamb nahe bei Dscholfa.
Mit der Expansion des Russischen Kaiserreiches gingen alle Gebiete des heutigen Armeniens 1828 für das kadscharische Persien endgültig verloren. In der Folge wanderten viele Armenier aus den noch persischen Gebieten nach Russisch-Armenien aus, während Muslime den umgekehrten Weg einschlugen.

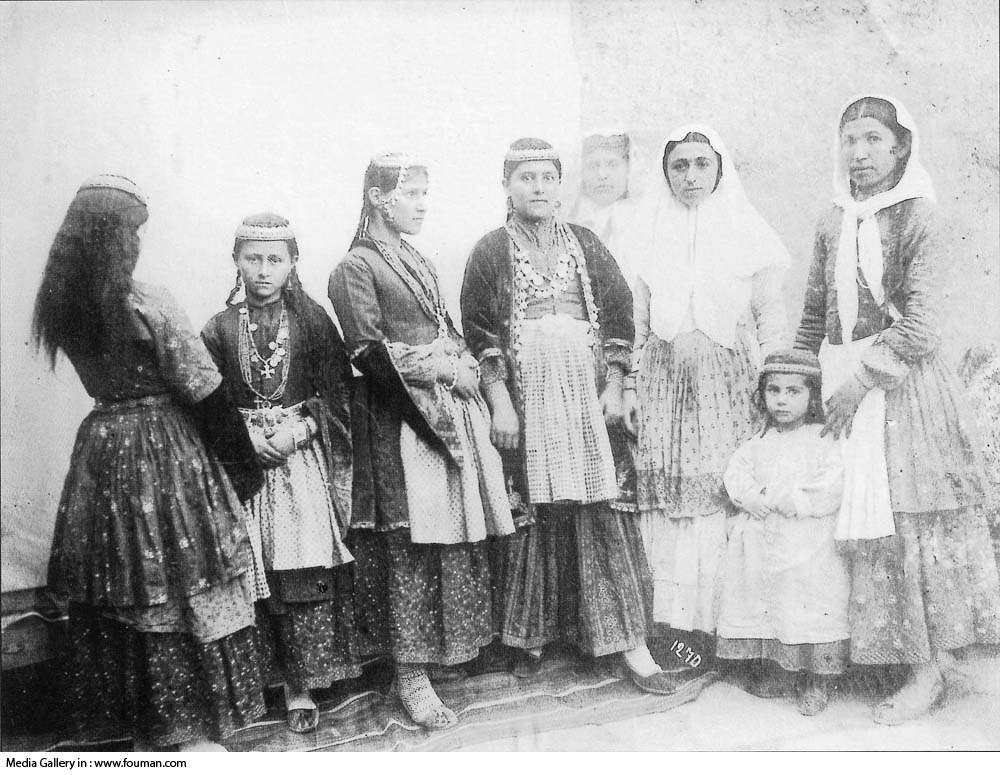
Armenische Frauen in Iran unter den Kadscharen

Die Armenier spielten im 20. Jahrhundert eine wichtige Rolle für die kulturelle und wirtschaftliche Entwicklung Irans. So waren Armenier Pioniere für Photographie, Theater und Film und engagierten sich in der Politik. So war etwa der ethnische Armenier Yeprem Khan wesentlich an der Jungpersischen Revolution beteiligt, in deren Zuge erstmals ein iranisches Parlament (Madschles Schora Melli) gewählt wurde. 1921 wurde ins Wahlrecht die Regelung eingeführt, dass 2 Abgeordnete des Madschles von den ethnischen Armeniern gewählt werden sollten.
Der armenisch-apostolische Theologe Malachia Ormanian schätzte im Jahre 1911, dass in Persien etwa 83.400 Armenier lebten, davon 81.000 Angehörige der armenisch-apostolischen Kirche und 2.400 armenische Katholiken, wobei 40.400 im iranischen Aserbaidschan, 31.000 in und um Isfahan, 7000 in Kurdistan und Lorestan sowie 5000 in Teheran wohnten.
Während des Völkermords an den Armeniern ab 1915 fanden etwa 50.000 Armenier aus dem Osmanischen Reich in Persien Zuflucht. Die Stadt Urmia dagegen, die Anfang des 20. Jahrhunderts noch zu etwa 40 % christliche Einwohner hatte – Armenier und Assyrer –, verlor einen Großteil dieser Einwohner, denn nach dem Einmarsch türkischer Truppen, die systematische Massaker begingen, nach Nordwestiran während des Ersten Weltkrieges kamen über 100.000 Bewohner der Region um, und 30.000 Armenier flohen ins Russische Reich. Nach dem Ende der Demokratischen Republik Armenien und der Errichtung der Armenischen Sozialistischen Sowjetrepublik begaben sich etwa 10.000 Armenier aus dem sowjetischen Armenien nach Iran, darunter die Parteiführung der Armenischen Revolutionären Föderation (ARF). Weitere etwa 30.000 Einwanderer aus der Sowjetunion ließen die Zahl der Armenier in Iran auf bis zu 200.000 im Jahre 1930 steigen.
Die Modernisierungen unter Reza Schah Pahlavi (1924–1941) und Mohammad Reza Pahlavi (1941–1979) gaben den Armeniern in Iran Möglichkeiten zur wirtschaftlichen Fortentwicklung. Reza Schah Pahlavi erließ allerdings im Rahmen seiner Persifizierungspolitik Restriktionen für die armenische Sprache und ließ den Armenischunterricht in den Schulen der Armenier auf 2 Stunden wöchentlich begrenzen. Auch wurden alte armenische Orts- und Straßennamen insbesondere im iranischen Aserbaidschan persifiziert. 1938/39 wurden die armenischen Schulen geschlossen. Unter Mohammad Reza Pahlavi wurde die innere Selbstverwaltung der armenischen Gemeinden wieder hergestellt.
Von 1946 bis 1949 folgten etwa 20.000 Armenier in Iran der Einladung der Sowjetunion zur Auswanderung nach Sowjetarmenien. Weitere 25.000 folgten ihnen zwischen 1962 und 1982. Dennoch belaufen sich einige Schätzungen über die Zahl der Armenier in Iran im Jahre 1979, also direkt vor der Islamischen Revolution, auf 250.000 bis 300.000.
Nach der Islamischen Revolution wurde zwar in der neuen Verfassung der Islamischen Republik von 1979 den religiösen Minderheiten und damit auch den Armeniern das Recht auf Ausübung ihrer Religion zuerkannt, ebenso wie das Recht auf eigene Vereine und Schulen. Die Regelung, dass 2 Abgeordnete der Madschles von den Armeniern gewählt werden, wurde beibehalten. In der Öffentlichkeit mussten aber auch die Armenier die islamischen Gesetze wie beispielsweise die Kleiderordnung einhalten. In den Schulen der Armenier wurde 1982 der Umfang des Armenischunterrichts auf lediglich 2 Stunden wöchentlich festgesetzt, was erst 1995 wieder auf 5 Stunden erhöht wurde.

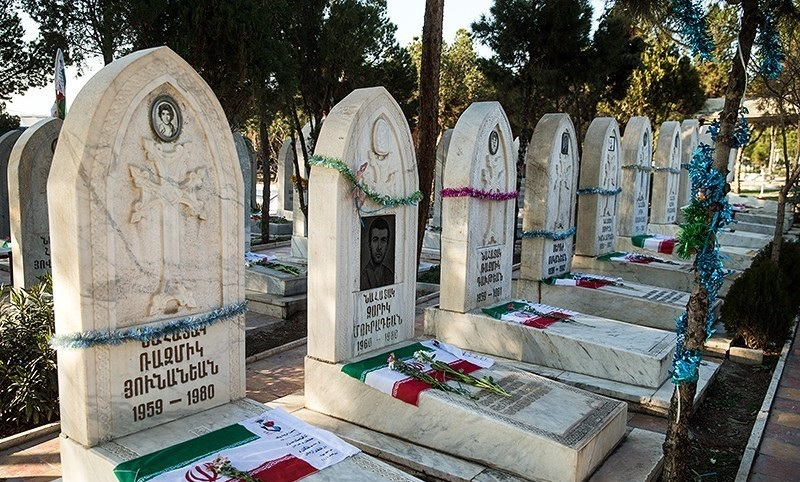
Armenische Kriegsgräber in Teheran vom iranisch-irakischen Krieg

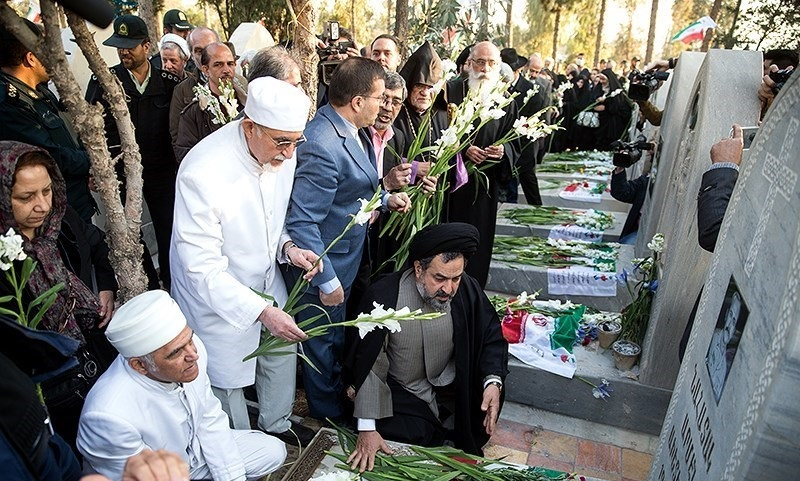
Armenische Kriegsgräber in Teheran vom iranisch-irakischen Krieg. Die Geistlichen am Grab sind unter anderem zwei zoroastrische Mobed (in weiß), ein schiitischer Mullah (mit Turban) und der armenische Erzbischof Sepuh Sargsjan (im Hintergrund, mit Kapuze)

Während des iranisch-irakischen Krieges von 1980 bis 1988 mussten auch Armenier (und Angehörige anderer Minderheiten) an der Front dienen und starben etwa proportional zu ihrem Bevölkerungsanteil. Nach offiziellen Angaben dienten während des Krieges in der iranischen Armee insgesamt 17.000 Armenier, von denen 260 starben. Nach einem gefallenen Armenier in der iranischen Armee, Gagik Toumanian, wurde 2015 in Teheran ein Platz benannt.
Restriktionen und Krieg führten zu einer verstärkten Auswanderung insbesondere in die USA, was die Anzahl der Armenier bis zum Jahr 2000 auf etwa die Hälfte des Standes von 1979 fallen ließ.

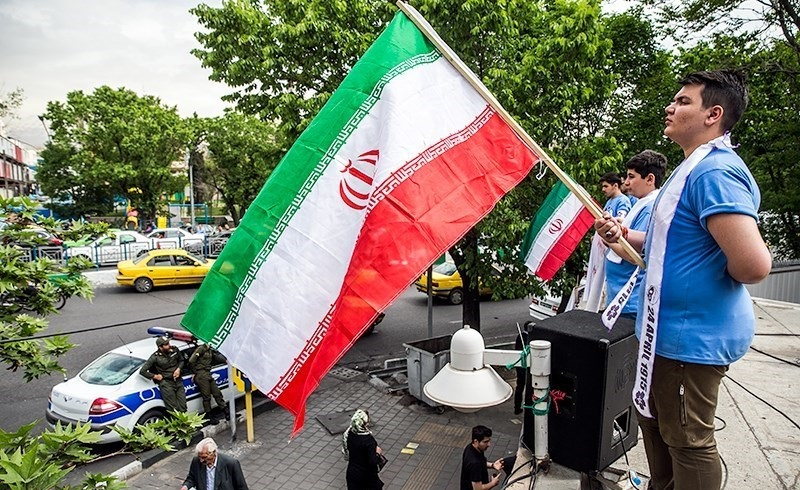
Gedenktag 2017 in Teheran an den Völkermord: Armenier mit Nationalflaggen Irans

Die Führung der Armenier pflegt ein gutes Verhältnis zum von Mullahs dominierten iranischen Staat und zeigt zur Islamischen Republik ihre Loyalität. Vertreter der Armenischen Apostolischen Kirche widersetzten sich während des iranisch-irakischen Krieges Versuchen aus den USA, sie zum Widerstand gegen die iranische Führung zu ermuntern.
Ein großer Erfolg in der Zusammenarbeit der Armenier in Iran, darunter des Täbriser Bischofs Nshan Topouzian, mit der iranischen Regierung ist die Aufnahme der alten armenischen Klöster St. Thaddäus und St. Stephanus im Norden von Iran in die Liste des UNESCO-Weltkulturerbes, die 2008 erfolgte. Die Armenische Apostolische Kirche strebt eine Revitalisierung des Thaddäus-Klosters, zu dem alljährlich im Juli (an wechselnden Tagen) tausende Armenier – überwiegend aus dem Iran – pilgern, als Ort christlicher Spiritualität an.

## Sprache
Die in Iran gesprochenen Varianten des Ostarmenischen werden auf Armenisch auch als Parskahajeren (Պարսկահայերեն, „Persisches Armenisch“) bezeichnet. Zu den Eigenheiten des Parskahajeren gehört unter anderem die Erhaltung der klassischen Aussprache des /r/ als stimmhafter alveolarer Approximant wie im Klassischen Armenischen (und wie im Englischen), während anderswo sowohl im Westarmenischen als auch im Ostarmenischen die Realisierung des /r/ ein stimmhafter alveolarer Flap (ähnlich wie im Spanischen) ist. Die armenischen Medien in Iran schreiben – anders als in Armenien – in traditioneller und nicht in reformierter armenischer Schrift.
Das Armenische spielt auch heute noch als tatsächlich verwendete Sprache eine wesentliche Rolle. So wird beispielsweise im Jahre 2017 davon berichtet, dass im Ararat-Stadion Teheran fast überall Armenisch zu hören sei und nur wenig Persisch gesprochen werde. Menschen mit armenischer Muttersprache können, wenn sie Persisch sprechen, an ihrer armenischen Aussprache erkannt werden. Auch bei jungen Armeniern in Iran kann 2015 noch ein solcher armenischer Akzent gehört werden.

## Heutiger Status in der Islamischen Republik Iran

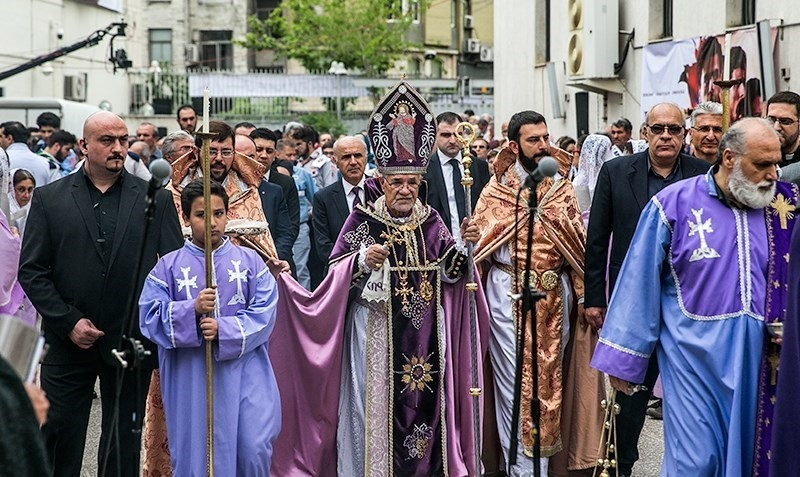
Erzbischof Sepuh Sargsjan (Mitte), St. Sarkis Teheran, am Völkermord-Gedenktag, 24. April 2017

Die armenischen Christen sind ebenso wie die assyrischen Christen, die Juden und Zoroastrier eine laut iranischer Verfassung anerkannte religiöse Minderheit. Sie haben deshalb im Gegensatz zu neu entstandenen Kirchen vom Gesetz her das Recht darauf, den christlichen Glauben in ihren Kirchen zu praktizieren und eigene Schulen zu unterhalten. Darüber hinaus wählen die armenischen Christen zwei Abgeordnete ins iranische Parlament (Madschles), das insgesamt 290 Abgeordnete umfasst, während die Assyrer, Juden und Zoroastrier jeweils einen Abgeordneten wählen. Die übrigen 285 Abgeordneten sind Muslime und werden von der muslimischen Mehrheitsbevölkerung gewählt. Da die Armenische Apostolische Kirche und auch die Armenische Katholische Kirche keine Missionsarbeit unter Nichtchristen leisten, werden sie anders als die protestantischen Kirchen von der iranischen Führung nicht als Gefahr angesehen.

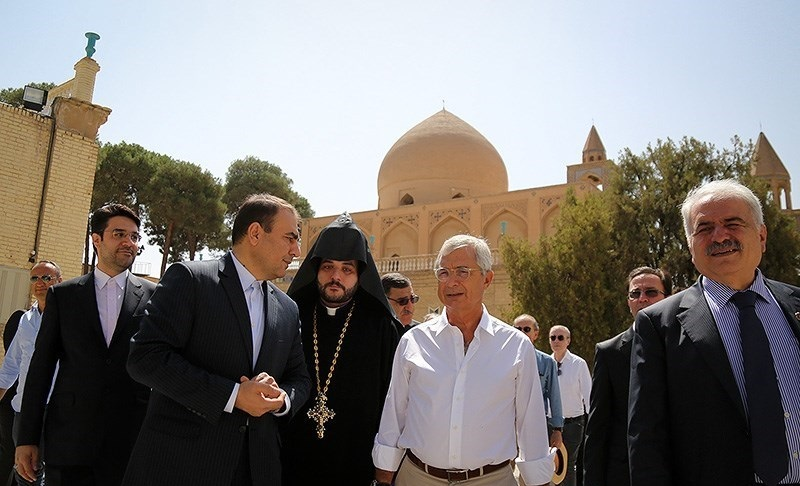
Claude Bartolone, Präsident der Französischen Nationalversammlung zu Besuch im armenischen Viertel von Isfahan, 8. September 2016

Laut Verfassung ist Persisch Amtssprache, so dass offizielle Dokumente auf Persisch verfasst werden müssen. In Massenmedien und Literaturerzeugnissen dürfen aber auch Minderheitensprachen wie das Armenische verwendet werden.
In der Öffentlichkeit und somit auch in den Gottesdiensten unterliegen die Armenier in Iran den Kleidervorschriften der Islamischen Republik, was für die Frauen das Tragen des Kopftuch bedeutet. Dasselbe gilt für getrennten Unterricht für Mädchen und Jungen und die getrennte Nutzung von Spielplätzen. In geschlossenen Räumen, zu denen nur Christen Zugang haben, kann davon abgewichen werden. So gibt es einzelne exklusiv armenische Nachtclubs, in denen Männer und Frauen ohne Kopftuch gemeinsam tanzen dürfen.
Im 80.000 Quadratmeter großen Sportkomplex um das Ararat-Stadion im nördlichen Teheraner Stadtteil Vanak führen iranische Armenier Sportveranstaltungen unter sich durch. Im Stadion Ararat begann beim FC Ararat Teheran unter anderen der iranische Fußball-Nationalspieler Andranik Teymourian seine Karriere. Als er im April 2015 als Christ Kapitän der iranischen Fußballnationalmannschaft wurde, war dies ein Novum in der iranischen Fußballgeschichte.

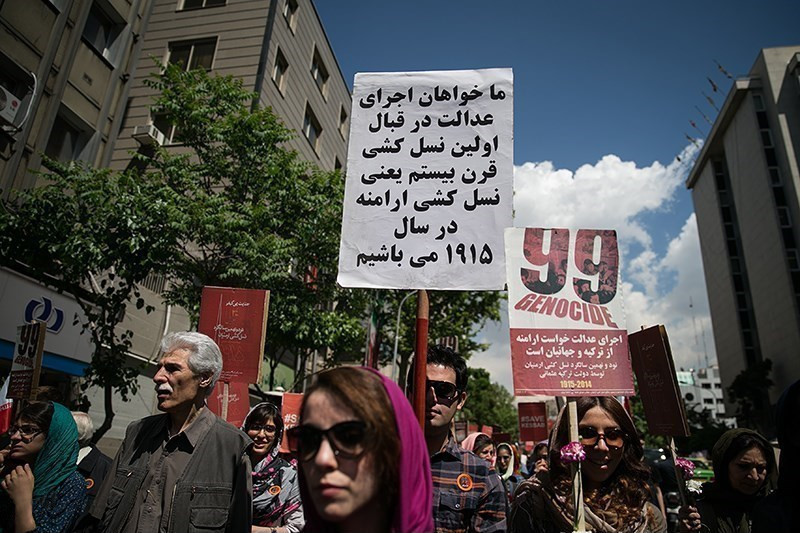
Völkermord-Gedenken 2014 in Teheran. Auch an das von März bis Juni 2014 von Islamisten besetzte Kessab in Syrien wird hier auf einem roten Schild erinnert.

Die Armenier sind in Bezug auf ihre Anzahl die am stärksten organisierte Minderheit in Iran. Sie unterhalten eigene Sportvereine, Museen und Clubs, zu denen auf Grund staatlicher Vorschriften nur Armenier bzw. nur Christen Zugang haben. Die offizielle Politik der Segregation führt zu einer starken Stabilisierung der Armenier als ethnische Gruppe, so dass mancherseits gar vom „versteckten Segen“ der islamischen Revolution für die armenische Gemeinschaft in Iran die Rede ist. So gibt es weitgehende Endogamie, und kaum eine armenische Frau heiratet einen Moslem, während dies vor der Revolution häufiger der Fall war. Die Heirat eines Christen mit einer Muslima ist nach iranischem Recht verboten. So bilden die Armenier eine geschlossene Gruppe, obwohl so gut wie alle Armenier in Iran das Persische als Erst- oder zumindest Zweitsprache perfekt sprechen und die christlichen Armenier und ihre muslimischen Nachbarn generell ein gutes Verhältnis haben. Es gibt in Iran junge Armenier, die nach der Revolution geboren sind und quasi ihr gesamtes Leben in einem armenischen Umfeld verbracht haben.

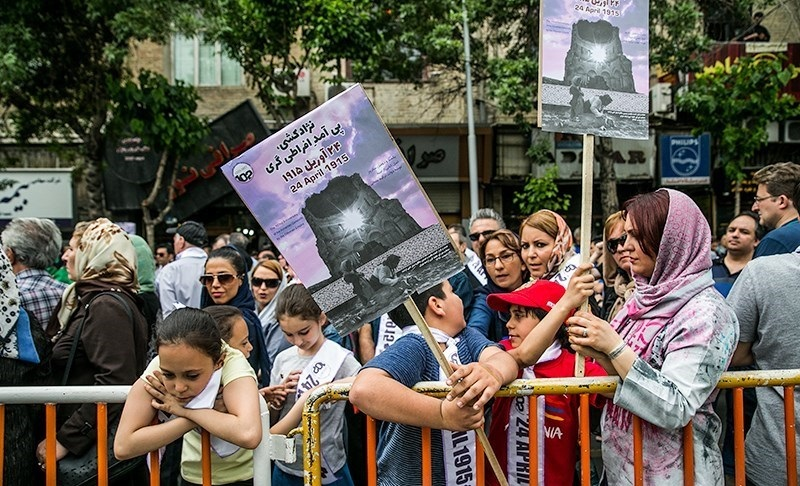
Gedenken 2017 in Teheran an den Völkermord an den Armeniern. Die Bilder stellen die zerstörte Erlöserkirche von Ani dar.

Zu wichtigen Veranstaltungen wie etwa dem alljährlichen Gedenken an den Völkermord an den Armeniern am 24. April in der Sankt-Sarkis-Kathedrale in Teheran oder Kundgebungen für die syrische Stadt Kessab 2014 kommen nach wie vor viele iranische Armenier zusammen und fanden dabei auch Beachtung in iranischen Medien.

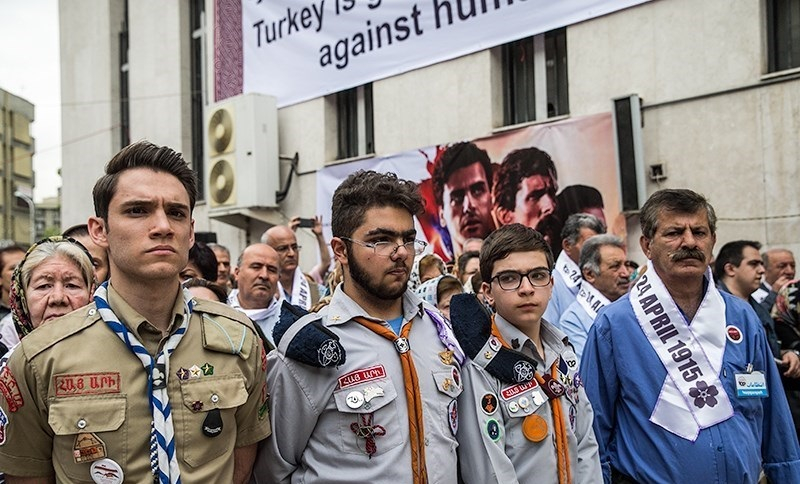
Armenische Pfadfinder (ՀԱՅ ԱՐԻ) in Teheran, 24. April 2017

Viele iranisch-armenische Jugendliche werden bei den armenischen Pfadfindern (Scouts) sozialisiert, die in Teheran im Rahmen der Armenischen Kulturorganisation Ararat im Jahre 1951 vom damals 22 Jahre alten Leonidas Ohanian gegründet wurden. Nach US-amerikanischem Vorbild entstanden damals die Scout-Organisationen der Jungen (armenisch Հայ Արի Haj Ari, „Armenische Tapfere“) und Mädchen (armenisch Հայ Արենուշ Haj Arenusch), die bis heute in der Organisation Ararat im Ararat-Stadion aktiv sind.
Das Verhältnis der Armenier etwa in Isfahan mit den muslimischen Nachbarn wird als vertrauensvoll und respektvoll beschrieben. So äußerte im Jahre 2000 der Prälat der armenischen apostolischen Diözese Isfahan, Erzbischof Gorun Babian, dass die Armenier von der Isfahaner Bevölkerung voll akzeptiert seien und als Brüder wie auch als Teil ihrer islamischen Kultur und Geschichte betrachtet würden. Umgekehrt sähen sich auch die Armenier nicht als Fremde und seien stolz auf die freundschaftlichen Beziehungen zu den Muslimen.

## Armenische Dörfer
Heute leben fast alle Armenier in Iran inzwischen in Städten, doch gab es früher auch eine Reihe armenischer Dörfer – zum einen um die Stadt Isfahan, zum anderen um den Urmia-See im iranischen Aserbaidschan, wo auch viele Assyrer lebten. Diese christlichen Dörfer wurden überwiegend zur Zeit der türkischen Invasion während des Ersten Weltkriegs verlassen. Noch heute gibt es aber das armenische Dorf Gardabad (Gyardabad) mit seiner mittelalterlichen Georgskirche (Surp Gevorg), das 2006 beim offiziellen Census 537 überwiegend christliche armenische Einwohner zählte, und das Dorf Rahva mit seiner Marienkirche (Surb Astvatsatsin) aus dem 17. Jahrhundert und 105 Einwohnern. Beiden Dörfern wie auch der armenischen Stephanskirche in Urmia stattete der Täbriser Prälat Krikor Chiftjian im März 2012 einen Besuch ab.

## Armenische Schulen

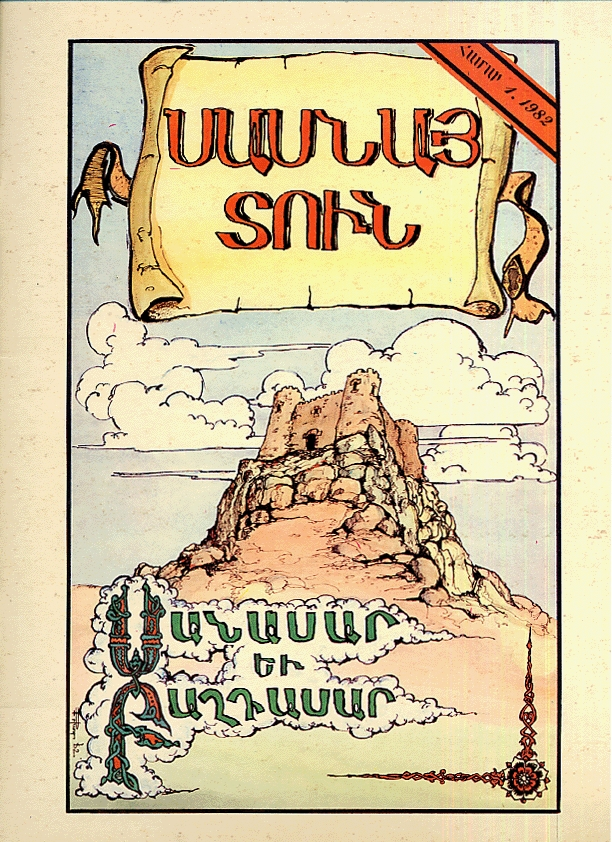
Armenisches Bilderbuch Sasna Tun („Haus von Sasun“) mit der Geschichte von Sanasar und Baghdasar, Teil des Epos von David von Sasun, Teheraner Armenisches Schul-Zentralkomitee, Teheran 1982.

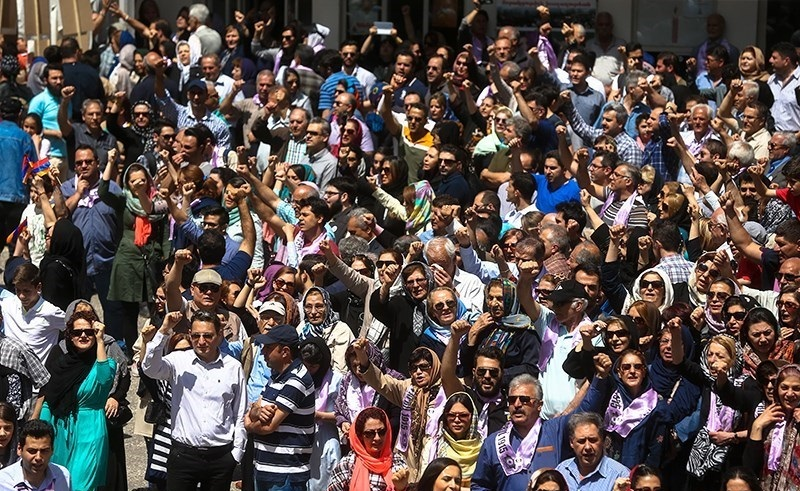
Gedenken 2016 in Teheran an den Völkermord an den Armeniern

Die Armenier in Iran haben als religiöse Minderheit (im Gegensatz zu moslemischen Minderheiten wie den Aseris, Kurden und Arabern) eigene Schulen, in denen jedoch der Unterricht mit Ausnahme der Armenischstunden – wie in allen iranischen Schulen – auf Persisch stattfinden muss. Bereits Reza Schah Pahlavi begrenzte im Rahmen der Persifizierungspolitik den Umfang des Armenischunterrichts auf zwei Stunden, was unter Mohammad Reza Pahlavi wieder angehoben wurde. Nach der Islamischen Revolution wollte die Regierung den Armenischunterricht zunächst ganz verbannen, woraufhin es zu Schulstreiks kam. 1982 wurde der Umfang des Armenischunterrichts auf lediglich 2 Stunden wöchentlich festgesetzt, was jedoch nur in den Teheraner Schulen durchgesetzt wurde, während etwa in Isfahan bis zu 8 Stunden wöchentlich Armenisch unterrichtet wurde. Vorgeschrieben wurde auch islamischer Religionsunterricht in persischer Sprache durch muslimische Lehrer. 1995 wurde die Zahl der zulässigen wöchentlichen Armenischstunden auf 5 erhöht. In der Praxis gelang es den Schulen, die Zahl der armenischsprachigen Stunden durch zusätzlichen christlichen Religionsunterricht zu erhöhen.
Laut dem Isfahaner Psychologen Levon Davidian gab es 2000 in Isfahan 20 armenische Schulen mit fast 10.000 Schülern.
Nach Angaben des Öffentlichkeitsreferenten der armenischen Diözese Teheran, Gaspar Amirchanjan, gab es im März 2016 in Teheran 12 armenische Schulen, die von 3500 Schülern besucht wurden. In den 1970er Jahren gab es noch 36 Schulen mit 14.000 Schülern. 1991 waren es in Teheran 11.000 Schüler, die von 200 Lehrern Armenischunterricht erhielten. Amirchanjan hebt hervor, dass sich die armenische Gemeinde um moderne Unterrichtsmethoden bemühe. Im November 2016 nannte der Teheraner Erzbischof Sepuh Sargsjan eine Zahl von 17 armenischen Schulen und 4 Kindergärten in Teheran, wobei es weitere armenische Schulen und Kindergärten in Neu-Dscholfa (Isfahan), Täbris und Urmia gebe.

## Auswanderung

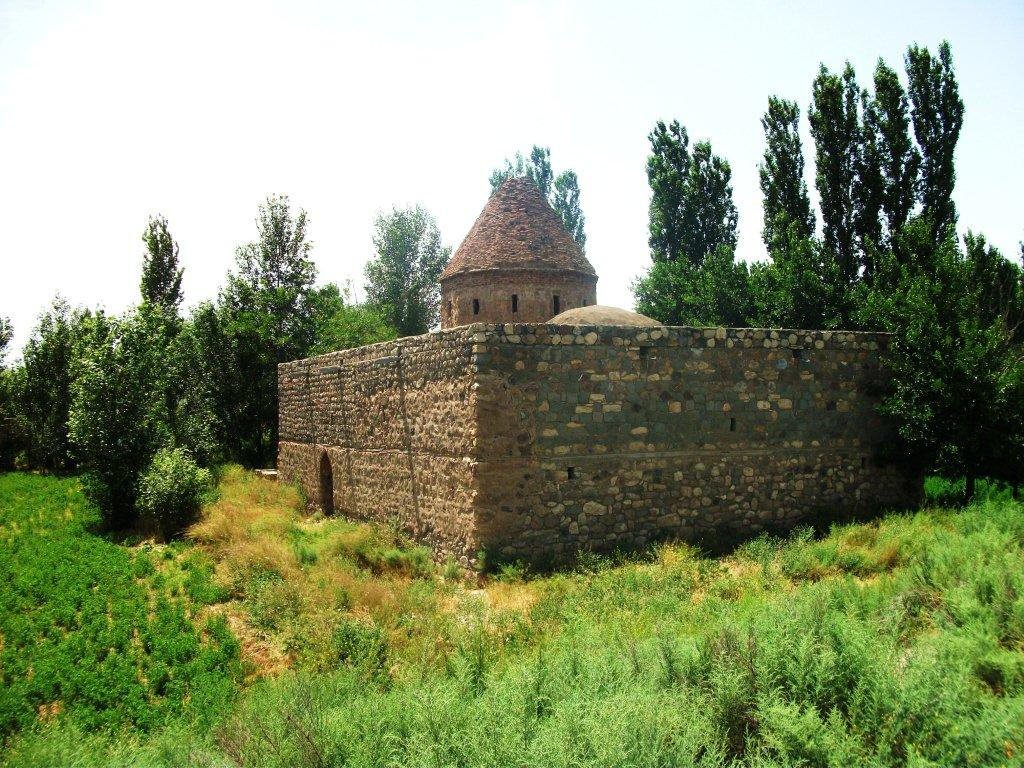
Die verlassene Mahlezan-Kirche am Stadtrand von Choy, von wo schon bei den türkischen Massakern 1915–1918 die meisten Armenier flohen. Zahlreiche durch Emigration verwaiste Kirchen sind dem Verfall preisgegeben.

Von den 1940er Jahren bis in die 1970er Jahre wanderten unter dem Schah etwa 40.000 Armenier aus Iran in die Armenische Sozialistische Sowjetrepublik aus, von deren Führung sie dabei unterstützt wurden. Auch in das unabhängige Armenien sind einige Armenier aus der islamischen Republik Iran emigriert, doch liegt deren Zahl weit unter denen, die in die USA und andere westliche Länder ausgewandert sind. Armenier aus Iran wurden – besonders zu Sowjetzeiten – von den Menschen in Armenien oft nicht willkommen geheißen und als „Ausländer“ angesehen. Darüber hinaus haben sie mit wirtschaftlichen Nachteilen zu kämpfen. Im Gegensatz etwa zu den Westarmenisch sprechenden Armeniern aus Syrien sprechen sie zwar wie die Bewohner Armeniens Ostarmenisch, sind jedoch an sprachlichen Eigenheiten wie persischer statt russischer Lehnwörter und auch der Aussprache zu erkennen.
Armenien, das selbst auf Grund seiner wirtschaftlichen Situation – nach Meinung von Armeniern in Iran auch wegen seiner „mafiösen Strukturen“ – mit einer sehr starken Auswanderung nach Russland zu kämpfen hat, ist als Zielland für Emigranten aus Iran in den Hintergrund getreten. Für die iranischen Armenier ist das stark von armenischen Einwanderern geprägte Glendale in Kalifornien zum Hauptziel der Emigration geworden. Für manch einen bringt der wirtschaftliche Neuanfang allerdings große Härten. Erleichterungen bei der Immigration in die USA und nach Australien durch die Tätigkeit von Einwandererorganisationen haben die Migration von Armeniern in diese Länder gefördert.
Vertreter der Armenischen Apostolischen Kirche äußerten sich wiederholt besorgt über die Abwanderung und bemühen sich darum, dass die Armenier bleiben. Der armenische Erzbischof von Teheran Sepuh Sargsjan und sein Öffentlichkeitsreferent Gaspar Amirchanjan hoben 2016 hervor, dass die Auswanderung kein alleiniges Problem der Armenier in Iran sei, sondern der gesamten iranischen Gesellschaft. Der Prälat der armenischen apostolischen Diözese Isfahan, Erzbischof Gorun Babian, äußerte im Jahre 2000, am meisten fürchte er die Auswanderung der Armenier in westliche Länder. Während die Isfahaner armenische Gemeinde vierhundert Jahre inmitten des Islams ihre christliche und armenische Identität bewahrt habe, würde sie all dies in der westlichen Welt verlieren.
Trotz der wirtschaftlichen Probleme in Armenien spielt die Migration in die umgekehrte Richtung – also von Armenien nach Iran – nur eine geringe Rolle, und armenische Staatsbürger tauchen nicht in den offiziellen iranischen Statistiken auf, wo die Hauptherkunftsländer von Immigranten aufgeführt sind. Dennoch wird auch im 21. Jahrhundert vereinzelt von Fällen berichtet, in denen Menschen aus Armenien Teil der armenischen Gemeinde in Iran geworden sind.

## Armenische Presse in Iran
In Teheran erscheinen in armenischer Sprache die Tageszeitung Alik und die Wochenzeitung Arax.